# 고용 외국인
고용 외국인(일본어: お雇い外国人 오야토이가이코쿠진[*])이란 일본의 막부 말기부터 메이지 초기까지의 시대에 서구의 선진문물을 받아들이기 위해 고용한 유럽인과 미국인들을 말한다. 막부및 각 번, 메이지 이후에는 신정부와 각 현및 민간에서 앞다투어 이들을 고용하였다.

## 개요
외인 초빙사들은 일본의 근대화과정에서 서구의 선진기술과 지식을 배우기 위해 일본인에게 고용되었으며, 산학각분야에서 여러 가지 영향을 미쳤다. 나라별로는 영국출신이 가장 많았으며, 해군에서도 영국인을 고용했다. 육군에서는 처음에 프랑스인을 다수 고용했으나, 프로이센-프랑스 전쟁에서 독일이 승리한 이후 군제의 정환을 이유로 독일인을 다수 고용하였다. 홋카이도 개척과정에서는 미국인이 많았다. 토목기술분야는 네덜란드인, 미술학교등에서는 이탈리아인들이 고용되었다.
이들 외인 초빙사들은 고액의 보수로 고용되었다. 정부고위관료의 월급이 수백엔이었던 시대에 이들은 수백엔에서 수천엔을 넘는 급여를 받았다. 국제적으로 극도의 엔화 약세였던 탓도 있지만, 당시 일본은 극동의 변방이었으며, 구미인 입장에서는 신변의 안전 등도 무시할 수 없었기 때문에, 최고급 기술과 지식을 보유한 전문가를 모시기 위해서는 이 정도의 대가를 지불하지 않으면 안되었다. 임무를 마친 대부분의 초빙사들은 귀국하였으나, 일부 인물들은 일본에 잔류하여 여생을 보낸 사람도 있었다.